# Люблінський католицький університет Івана Павла II
Люблінський католицький університет Івана Павла ІІ (пол. Katolicki Uniwersytet Lubelski Jana Pawła II, лат. Universitas Catholica Lublinensis Ioannis Pauli II) — приватний католицький університет в Любліні (Польща). Має всі права публічного навчального закладу. Заснований 1918 року за ініціативою ректора Імператорської Римсько-католицької духовної академії у Санкт-Петербурзі Радзишевського Ідзі. До 1928 року мав назву «Люблінський університет» (пол. Uniwersytet Lubelski). З 2005 року згідно з ухвалою Сенату, затвердженою Польським Єпископатом, заклад змінив назву на «Люблінський католицький університет Івана Павла ІІ».
1938 року університет отримав право надавати наукові ступені.
Наприкінці 1980-х українські студенти Люблінського католицького університету почали підпільну видавничу діяльність для пропагування християнських цінностей українською мовою. Темою перших брошур були літургічні питання, постать митрополита Андрея Шептицького, його листи, історія Української греко-католицької церкви. Загалом на першому етапі видали 15 книжок і брошур загальним накладом 80000 примірників. Велику їх кількість перевезли різними способами в Україну, розповсюджувати допомагали монахи Студитського уставу. Незабаром, за умов лібералізації системи влади у Польщі, у 1987 році засновано видавництво «Свічадо».

## Українознавчі церковно-історичні дослідження
Головним науковим осередком українознавства при КУЛ вважається Інститут словʼянських мов, при якому в 2005-2019 роках існувала кафедра української літератури, засновницею котрої та першою завідувачкою стала громадянка України Стефанія Андрусів (згодом 2013 року повернулася до Львова, померла 2018 року), а пізніше з 2010 року її очолила Беата Слівек. 
Але згодом, у 2019 році кафедру української літератури включено в новостворену обʼєднану структуру, під назвою: кафедра російської, української та білоруської літератури. Кафедра діє в рамах гуманітарного факультету КУЛ, та займається дослідженням еміграційної та сучасної української літератури та звʼязками між польською та, зокрема, українською літературою. .
Також з 1998 року існує кафедра візантійсько-словянської культури при КУЛ, яку очолює Вітольд Колбук. Цей автор ініціював ряд українознавчих та релігієзнавчих досліджень польсько-українського прикордоння.
Активну роль у цьому грають «Осередок Східноєвропейських студій — Центр Ucrainicum» при КУЛ, а також науковий інститут при відділі гуманітарних наук КУЛ під назвою "Ośrodek Badań nad Polonią i Duszpasterstwem Polonijnym", заснований 1972 року при Відділі гуманістичних наук КУЛ. Завідувач цього осередку в 1990-2005 роках - ксьондз Едвард Валевандер посприяв у фінансовому та організаційному плані багатьом українознавчим дослідженням, повязаним з історією польської діаспори в Україні
Важливий внесок у розвиток українознавчих досліджень у КУЛ вніс його випускник, далі - викладач та професор Володимир Осадчий.
Починаючи з 1990-их років, силами КУЛ видано наступні монографії з релегійної історії українських територій:
- 189: Sztuka ziem wschodnich Rzeczypospolitej XVI-XVIII w. / Red. Jerzy Lileyko. - Lublin : T-wo nauk. Katolickiego uniw. lubelskiego, Cop. 2000
- 220: Postawy katolików obrządku łasińskiego na Ukrainie wobec języka polskiego / Roman Dzwonkowski, Oleg Gorbaniuk, Julia Gorbaniuk. - Lublin : T-wo nauk. Katolickiego uniw. lubelskiego, Cop. 2001.
- 191: Kościół katolicki obrządku bizantyjsko-słowiańskiego (neounia) / Florentyna Rzemieniuk. - Lublin : T-wo nauk. Katolickiego uniw. lubelskiego, 1999.
- 279: Postawy katolików obrządku łacińskiego na Białorusi wobec języka polskiego / Roman Dzwonkowski, Oleg Gorbaniuk, Julia Gorbaniuk. - Lublin : T-wo nauk. Katolickiego uniw. lubelskiego, cop. 2004.
- 271: Arcybiskup Edward Ropp : życie i działalność (1851-1939) / Antonina Kozyrska. - Lublin : T-wo nauk. Katolickiego uniw. lubelskiego, cop. 2004.
- 251: Leksykon duchowieństwa polskiego represjonowanego w ZSRS, 1939 - 1988 / Roman Dzwonkowski. - Lublin : T-wo nauk. Katolickiego uniw. lubelskiego, cop. 2003.
- 259: Wizytacje generalne parafii unickich w województwie kijowskim i bracławskim po 1782 roku / opac. i wyd. Marian Radwan. - Lublin : T-wo nauk. Katolickiego uniw. lubelskiego, cop. 2004.
- 275: Głód i represje wobec ludności polskiej na Ukrainie, 1932-1947 : relacje / red. Roman Dzwonkowski. - Lublin : T-wo nauk. Katolickiego uniw. lubelskiego, cop. 2004.
- 224: Świadomość narodowa młodzieży polskiego pochodzenia z byłego ZSRR studiującej w Polsce / Roman Dzwonkowski, Oleg Gorbaniuk, Julia Gorbaniuk. - Lublin : T-wo nauk. Katolickiego uniw. lubelskiego, Cop. 2002.
- 254: Łacińskie szkolnictwo parafialne na Rusi Koronnej od XVI do XVIII wieku / Jacek Chachaj. - Lublin : T-wo nauk. Katolickiego uniw. lubelskiego, cop. 2003.
- 290: Łacińskie szkoły parafialne na terenie metropolii lwowskiej w epoce nowożytnej / Jacek Chachaj. - Lublin : T-wo nauk. Katolickiego uniw. lubelskiego, cop. 2005.
- Dzieje rzymskokatolickiej diecezji kamienieckiej w latach 1918-1941. Witalij Rosowski. 2008
- Sejmik szlachecki ziemi chełmskiej: 1648-1717. Robert Kozyrski. 2006
- Polityka zagraniczna Litwy wobec Polski w latach 1918-1923. Jarosław Subocz. 2013
- Nazwy miejscowości historycznej ziemi lwowskiej. Anna Czapla. 2011
- Szabaciuk, Andrzej. “Rosyjski Ulster”. Kwestia chełmska w polityce imperialnej Rosji w latach 1863–1915. Lublin: Wydawnictwo KUL, 2013.
- Nazwy miejscowości historycznej Ziemi Halickiej. Anna Czapla. 2018
- Unickie szkoły początkowe w Królestwie Polskim i w Galicji 1772. Florentyna Rzemieniuk. Lublin, TN KUL 1991.
- Archidiecezja Lwowska obrzadku Lacinskiego w granicach Polski 1944-1992. Mariusz Leszczyński. 2011
- Cerkiew prawosławna w Polsce międzywojennej Witold Kołbuk. 2013
- Duchowieństwo unickie w Królestwie Polskim 1835–1875. Witold Kołbuk. Lublin: Wydawnictwo Towarzystwa Naukowego KUL, 1992
- Życie codzienne na probostwie unickim na ziemiach nadbużańskich w XVIII i XIX wieku. Anna Kołbuk, Witold Kołbuk. 2015
- Rzymskokatolickie szkoły trywialne w Galicji w latach 1774 - 1875. Roman Pelczar. 2014
- Kulturowy wymiar integracji europejskiej kazus Ukrainy. Elżbieta Szczot. 2018
- Struktura wyznaniowa diecezji lubelskiej na przełomie XIX i XX wieku, na podstawie diecezjalnych wykazów statystycznych. Joanna Kumor-Mielnik, Sławomir Mielnik. 2019
- Śladami unii brzeskiej, red. R. Dobrowolski, M. Zemło (Acta Collegii Suprasliensis, t. 10), Lublin–Supraśl: Wydawnictwo KUL, 2010
- Alicja Puszka , Nauczyciele historii i geografii państwowych szkół średnich w Galicji w okresie autonomii ( 1868-1914 ) , Lublin 1999
- Cztery odsłony imperium - Rosja, Syberia Zachodnia, Azja Centralna, Mołdawia. Andrzej Gil. 2014
- Kościoły wschodnie w inflantach i ich zaplecze w okresie od XIII do początku XIX wieku konteksty - uwarunkowania - tradycje. Andrzej Gil. 2019
- Parafie prawosławne na terenie woj. lubelskiego od XIV do pocz. XVII wieku, zarys problematyki. Andrzej Gil. 1999

## Відомі люди

### Ректори
- Мар'ян Юзеф Реховіч[6]

### Професори
- Стефан Кавин
- Володимир Осадчий - один з керівників науково-дослідницького центру КУЛ "Ośrodek Badań nad Polonią i Duszpasterstwem Polonijnym". У травні 2006 року заснував та очолив у Любліні «Осередок Східноєвропейських студій — Центр Ucrainicum» при КУЛ. Заангажований у ряді культорологічних та політичних проектів, пов'язаних із українсько-польськими стосунками. У 2019 році Осадчого на посаді директора цього центру замінив викладач КУЛ ксьондз Влодзімєж Бєляк.

### Випускники
- Балей Петро — діяч ОУН;
- Ґерета Володимир — діяч ОУН;
- Кук Василь — Провідник ОУН(б);[7]
- Зигмунт Галецький — польський мовознавець-діалектолог, доктор філології;
- Мечислав Мокшицький — архієпископ Львівський;
- Ян Собіло — єпископ Харківсько-Запорізької дієцезії.
- Домінік Тарчинський — польський політик, католицький активіст і публіцист.
- Віталій Росовський, доктор гуманітарних наук і доктор теології, вихідець з України, автор книги "Dzieje rzymskokatolickiej diecezji kamienieckiej w latach 1918-1941. – Lublin: Towarzystwo Naukowe KUL, 2008. – 322 s."; у 2015-2016 роках згаданий, як в. о. директора дослідницького центру КУЛ "Ośrodek Badań nad Polonią i Duszpasterstwem Polonijnym" при Відділі гуманістичних наук. [8] Був призначений на місце скомпрометованого скандальними висловлюваннями попереднього директора осередку в 2006-2014 роках Томаша Арманда Панфіла. Згодом, через зростання антиукраїнської істерії у Польщі, українця Росовського на цій посаді надалі заміняли поляки (Яцек Голембіовський - у 2016-2021 роках, та ксьондз Славомір Зих - з 2021 року).